# Ремі Лакруа
Ешлі Бріанна Кронан, відома як Ремі́ Лакруа́ (англ. Remy LaCroix; нар. 26 червня 1988 року, Сан-Франциско, Каліфорнія, США) — американська порноакторка й кінорежисерка порнофільмів.

## Життєпис
Народилася 26 червня 1988 року в місті Сан-Франциско, штат Каліфорнія, США. Здобула освітній степінь бакалавра з біології. Займалась танцями, виступала на кількох музичних фестивалях, зокрема Burning Man. В комплекс її виступів входили танці з вогнями, вправи повітряної гімнастики і номери з обручем.
В грудні 2011 у віці 23 років потрапила в порноіндустрію, знявшись у груповій сцені для сайту Kink.com. Через півроку оголосила, що йде з індустрії, посилаючись на виснаження. За цей час встигла знятись у близько 40 фільмах. Попри заяву про закінчення зйомок у порно, продовжила виконувати попередні зобов'язання перед Kink.com, працювала у відділі талантів і просувала свої неопубліковані фільми та іншу продукцію сайту. У листопаді 2012 року, через 5 місяців після відходу, повернулась до порноакторської діяльності.
2013 року LA Weekly внесла Ремі Лакруа до списку «10 порно зірок, які можуть стати наступною Дженною Джеймсон». Також вона потрапила до списку каналу CNBC «The Dirty Dozen: Porn's Most Popular Stars» («Брудна Дюжина: найбільш популярні порно зірки») 2013 і 2014 років.
У 2016 році виступила суддею на реаліті-шоу The Sex Factor, порнографічній версії The X Factor.
Має трьох дітей.

## Нагороди
- 2013 AVN Award — Best New Starlet[11]
- 2013 AVN Award — Best Tease Performance — Remy (з Лексі Белл)[11]
- 2013 XBIZ Award — Best Actress (Couples-Themed Release) — Torn[12]
- 2013 Galaxy Award — Best New Female Performer (America)[13]
- 2013 Sex Award — Porn's Perfect Girl/Girl Screen Couple — (з Райлі Рід)[14]
- 2013 TLA RAW Award — Best Female Newcomer (поділена з Райлі Рід)[15]
- 2013 XCritic Fans Choice Award — Best New Starlet[16]
- 2013 XRCO Award — New Starlet[17]
- 2014 AVN Award — Best Actress — The Temptation of Eve[18]
- 2014 AVN Award — Best Girl/Girl Sex Scene — Girl Fever (з Райлі Рід)[18]
- 2014 AVN Award — Best Three-Way Sex Scene (Girl/Girl/Boy) — Remy 2 (з Райлі Рід та Мануелем Феррарою)[18]
- 2014 XBIZ Award — Best Actress (Feature Movie) — The Temptation of Eve[19]
- 2014 XRCO Award — Female Performer of the Year[19]
- 2015 AVN Award — Best Girl/Girl Sex Scene — Gabi Gets Girls (з Габріеллою Петровою)[20]